# Budownictwo społeczne
Budownictwo społeczne – jedna z form budownictwa mieszkalnego, prowadzona m.in. przez towarzystwa budownictwa społecznego (w Polsce od 2021 r. na mocy ustawy z dnia 10 grudnia 2020 r. o zmianie niektórych ustaw wspierających rozwój mieszkalnictwa społeczne inicjatywy mieszkaniowe) działającego na podstawie ustawy z dnia 26. października 1995 r. o niektórych formach popierania budownictwa mieszkaniowego. Oferta TBS skierowana była dla osób mniej zamożnych, których nie stać na kupno lub wynajmowanie mieszkania na wolnym rynku. 
Mieszkania na wynajem (czynszowe) realizowane były w oparciu o kredyt Krajowego Funduszu Mieszkaniowego (finansujący do 70% wartości inwestycji) oraz ze środków osób fizycznych lub prawnych (30%). Lokator spłacał kredyt w czynszu. Oprocentowanie kredytu wynosiło 50% stopy redyskonta weksli NBP i był to najtańszy kredyt na rynku przeznaczony na finansowanie budownictwa mieszkaniowego.

## Partycypant
Partycypant to osoba fizyczna bądź prawna zainteresowana współrealizacją i współfinansowaniem budowy mieszkania. Partycypant nie posiadał prawa własności mieszkania, a jedynie prawo do wskazania najemcy. Prawo partycypanta do wskazania najemców było prawem dziedzicznym i zbywalnym, tj. można je było odsprzedać na rynku wtórnym.
Partycypantem mogli być: 
- rodzice, którzy chcieli zapewnić mieszkanie swoim dzieciom lub osobom bliskim,
- pracodawcy, którzy chcieli pozyskać mieszkania dla swoich pracowników np. w ramach funduszu socjalnego bądź też w celu przyciągnięcia potrzebnej kadry,
- właściciele prywatnych budynków lub kamienic, którzy chcieli zwolnić mieszkania w swoim budynku i przenieść lokatorów do mieszkań TBS,
- gmina, chcąca pozyskać mieszkania socjalne dla najbardziej potrzebujących.

Partycypant uczestniczący w TBS nie mógł jednocześnie najmować mieszkania, którego budowę współfinansował.

## Najemca
Dochód gospodarstwa domowego najemcy w dniu zawarcia umowy najmu nie mógł być wyższy niż 1,3 przeciętnego miesięcznego wynagrodzenia w danym województwie, ogłoszonego przed dniem zawarcia umowy najmu i powiększonego o: 
- 20% dla gospodarstwa jednoosobowego,
- 80% dla gospodarstwa 2-osobowego,
- dalsze 40% na każdą dodatkową osobę w gospodarstwie o większej liczbie osób.

Dodatkowym ograniczeniem był wymóg, że wskazany najemca lub osoba zgłoszona do wspólnego zamieszkania w mieszkaniach TBS nie mogła posiadać tytułu prawnego do innego lokalu mieszkalnego w danej miejscowości.